# Haplodrassus nagri
Espèce
Haplodrassus nagri est une espèce d'araignées aranéomorphes de la famille des Gnaphosidae.

## Distribution
Cette espèce est endémique du Khyber Pakhtunkhwa au Pakistan,. Elle se rencontre dans le district du Bas-Dir vers Nagri Payeen.

## Description
Le mâle holotype mesure 7,6 mm et la femelle paratype 7,2 mm.

## Systématique et taxinomie
Cette espèce a été décrite par Sajid, Zahid, Butt et Shah en 2024.

## Étymologie
Son nom d'espèce lui a été donné en référence au lieu de sa découverte, Nagri Payeen.

## Publication originale
- Sajid, Zahid, Butt & Shah, 2024 : « A new species of the genus Haplodrassus Chamberlin, 1922 (Araneae: Gnaphosidae) from Dir Lower, Pakistan. » Acta Zoologica Bulgarica, vol. 76, no 3, p. 437-440.